# 1. Simmeringer SC
El 1. Simmeringer SC, conocido como 1. SSC o ISSC, es un equipo de fútbol de Austria que juega en la 2. Landesliga, la quinta división de fútbol en el país. Cuenta además con una sección de fútbol femenina.

## Historia
Fue fundado en el año 1901 en la capital Viena como la sección de fútbol del club multideportivo Simmeringer SC y fue uno de los equipos fundadores de la Bundesliga de Austria en la temporada 1911/12 en la que terminó en quinto lugar. El club se mantuvo constante en la primera categoría de Austria, donde incluso terminó en tercer lugar en 1926, hasta que descendió en la temporada 1927/28 debido a los problemas financieros que tenían desde años atrás.
Fue hasta después de la Segunda Guerra Mundial que el club retornó a la Bundesliga de Austria en 1951 como campeón de la Regionalliga de Austria. Desde ese año hasta 1964 se mantuvo en la Bundesliga de Austria, periodo en el cual también llegó a disputar la Copa Mitropa de 1960; pero el club fue víctima de la reforma hecha por la Federación Austriaca de Fútbol en 1974 la que redijo la cantidad de equipos en la primera división de 12 a 10, determinados por su posición geográfica y no por su nivel de juego, por lo que fueron descendidos de manera forzada y el club todavía no se ha podido recuperar, teniendo como su más reciente aparición en la Bundesliga de Austria en la temporada 1982/83 en la que terminaron en último lugar.

## Palmarés
- Regionalliga de Austria: 4

1951, 1960, 1965, 1973
- Wiener Stadtliga: 3

1999, 2002, 2011
- Oberliga A: 1

2009
- Copa WFV: 1

1994